# Isabel Sanford
Isabel Sanford (Nova Iorque, 29 de agosto de 1917 - Los Angeles, 9 de julho de 2004) foi uma atriz estadunidense. Ela era mais conhecida por interpretar a personagem Louise Jefferson no seriado televisivo The Jeffersons, da CBS. Em 1981, Sanford se tornou a primeira mulher negra a receber um Emmy de Melhor Atriz em uma série de comédia.